# Тома Здравков
Тома Здравков е български рок певец. Фронтмен на група Тома. През 2008 побеждава във втория сезон на телевизионното музикално шоу Мюзик Айдъл. Любимите му групи са Дийп Пърпъл, Уайтснейк, Рейнбоу, Пантера и други.

## Биография
Средното си образование е завършва в математическата гимназия в гр. Пазарджик. По-късно учи молекулярна биология в Пловдив, но така и не я завършва. Казва, че като малък е имал все ниски оценки по музика, въпреки че е свирил на китара. Бил е в група Voice and fingers. През 2016 се жени за Виктория Павлова. Раждат им се 2 деца Алиса (2016) и Константин (2020). През 2023 г. завършва бакалавър в катедра "Икономика и управление на туризма" със специалност "Икономика на туризма" в Стопанска академия „Димитър А. Ценов" в Свищов.

### Участие в Мюзик Айдъл
По време на концертите в Мюзик Айдъл Тома изпълнява песните:
- Сигурно на Васил Найденов
- Kiss Me Quick на Елвис Пресли
- Да започнем отначало на Орлин Горанов (в дует с Ясен)
- Şımarık (Kiss Kiss) на Таркан
- Hello, Dolly! от едноименния мюзикъл (изпълнявана от Луис Армстронг)
- Crying in the Rain на Уайтснейк
- Livin' la Vida Loca на Рики Мартин
- Две следи (в дует с Дичо, екс-D-2)
- I Don't Want To Miss A Thing на Аеросмит (от филма Армагедон)
- Feel на Роби Уилямс
- Обичам те на Азис
- Rock'n'Roll Music на Чък Бери / Бийтълс
- Sorry Seems To Be The Hardest Word на Елтън Джон
- Walking By Myself на Джими Роджърс / Гари Мур
- Summer In The City на Ловин' спуунфул / Джо Кокър

На финала на Music idol изпява отново песента на Азис Обичам те, и Одата на радостта от Девета симфония на Бетовен, изпълнена като ръченица, но все пак с оригиналния немски текст, Simply The Best на Тина Търнър, а победната му песен е Soldier Of Fortune на Дийп Пърпъл.

### Музикална кариера
След края на Мюзик Айдъл Тома печели договор с Вирджиния Рекърдс. През 2008 излиза дебютната му песен „Герой“, която е кавър на „So far, so good“ на група Торнли, и пилотна песен от едноименния албум. На 4 юли 2008 подгрява на концерта на Деф Лепард и Уайтснейк. След тази изява основава своя собствена група – Тома&Band. По-късно името остава само „Тома“. През 2009 излиза вторият сингъл от албума „Герой“ – няма място в теб. През 2010 и 2011 групата участва на Coca Cola Happy Energy Tour. Излиза и песента „Сам на света“ с участието на рапъра Били Хлапето. Песента е номинирана от БГ радио за най-добра песен, най-добър текст и най-добър бг клип. Тома свири предимно по клубове и мотосъбори, участва и в няколко телевизионни предавания.
През 2011 г. Тома е поканен да участва в лятното национално турне на комедийното предаване Пълна Лудница.
През 2013 г. Тома напуска Вирджиния рекърдс и започва да се самопродуцира. Издава два нови сингъла – „I'm lost“ и „Покорявай“, в които е заложено повече на алтернативното звучене. Групата участва на фестивала Цвете за Гошо същата година. В началото на 2014 Тома продължава да събира репертоар за втория си албум, записвайки песента „Парашут“. През 2015 година излиза клип към парчето на групата „Нямам време“, което е от албума му „Герой“. През 2016 излиза новото парче на Тома „Бъдещи спомени“, а скоро след това групата пуска и клип към него.
През 2020 г. Тома представя новата си песен Rockstar. Като част от рекламирането на песента той продава специални тениски с логото на песента.

### Участие във Великолепната Шесторка 2
През 2010 г. Тома става участник в предаването Великолепната шесторка 2, в дует с актрисата Албена Михова. Завършват на второ място. В шоуто те изпълняват песните:
- Топъл дъжд на Силвия Кацарова
- Waka Waka на Shakira
- Рипни Калинке
- I'm So Excited на The Pointer Sisters
- Вкусът на времето на Щурците
- Едерлези на оркестър Кристали
- Ако ти си отидеш за миг на Импулс
- You're The One That I Want на John Travolta и Olivia Newton-John
- Close My Eyes Forever на Lita Ford и Ozzy Osbourne
- Can't Let You Go на Rainbow
- I Don't Want to Miss a Thing на Aerosmith

### Участие в Като две капки вода
През 2023 г. Тома става част от сезон 11 на предаването Като две капки вода. Завършва на трето място. В предаването той изпълнява песните:
- Сбогом на Сигнал
- That Don't Impress Me Much на Shania Twain
- Nothing Compares 2 U на Sinéad O'Connor
- Да си тук на Меди
- Watermelon Sugar на Harry Styles
- Whenever, Wherever на Shakira
- Chop Suey на System of a Down
- Завинаги на Миро и Анелия
- Бяла роза на Славка Калчева
- The Best на Tina Turner
- Целуни ме на Любо Киров
- Here I Go Again на Whitesnake

По време на формата той представя и новата си песен – „Синя вечер“.

### Участие в Hell's Kitchen България
През 2024 г. Тома взима участие в шестия сезон на кулинарното предаване Hell's Kitchen България. Той е част от състава на звездния отбор и завършва на пето място.